# Пенеду (микрорегион)
Пенеду (порт. Microrregião de Penedo) — микрорегион в Бразилии, входит в штат Алагоас. Составная часть мезорегиона Восток штата Алагоас. Население составляет 124 552 человека (на 2010 год). Площадь — 1703,395 км². Плотность населения — 73,12 чел./км².

## Демография
Согласно сведениям, собранным в ходе переписи 2010 г. Национальным институтом географии и статистики (IBGE), население микрорегиона составляет:						
| Полное население                             | Полное население                             | Полное население                             | Полное население                             | 124 552 |
| -------------------------------------------- | -------------------------------------------- | -------------------------------------------- | -------------------------------------------- | ------- |
| в том числе:                                 | Городское население                          | 70 318                                       | Процент городского населения, %              | 56,46   |
|                                              | Сельское население                           | 54 234                                       | Процент сельского населения, %               | 43,54   |
|                                              | Мужское население                            | 61 395                                       | Процент мужского населения, %                | 49,29   |
|                                              | Женское население                            | 63 157                                       | Процент женского населения, %                | 50,71   |
| Плотность населения, чел/км²                 | Плотность населения, чел/км²                 | Плотность населения, чел/км²                 | Плотность населения, чел/км²                 | 73,12   |
| Население микрорегиона в % к населению штата | Население микрорегиона в % к населению штата | Население микрорегиона в % к населению штата | Население микрорегиона в % к населению штата | 3,99    |

## Состав микрорегиона
В составе микрорегиона включены следующие муниципалитеты:
1. Фелис-Дезерту
2. Игрежа-Нова
3. Пенеду
4. Пиасабусу
5. Порту-Реал-ду-Колежиу